# 阿尔弗耶-圣普列斯特
阿尔弗耶-圣普列斯特（法語：Arpheuilles-Saint-Priest，法語發音：[aʁfœj sɛ̃ pʁijɛ(st)]）是法国阿列省的一个市镇，属于蒙吕松区。该市镇2009年时的人口为356人。
该市镇于1842年由原市镇阿尔弗耶（Arpheuilles）和圣普列斯特-昂马尔西亚（Saint-Priest-en-Marcillat）合并而成。

## 人口
阿尔弗耶-圣普列斯特人口变化图示
| 数据来源：INSEE |